# The Trap (film 1918)
The Trap è un film muto del 1918 diretto da George Archainbaud il cui titolo originale era Nether Currents. Prodotto dalla World Film su un soggetto di Robert F. Hill, aveva come interpreti Alice Brady, Curtis Cooksey, Crauford Kent, Robert Cummings, Frank Mayo.

## Trama
In un villaggio di pescatori sulla costa atlantica, la giovane Doris Shaw flirta innocentemente con Stuart Kendall, un pittore venuto dalla città. Un corteggiatore della ragazza, geloso, mette in giro la voce che il loro rapporto sia ben più intimo e, di conseguenza, Doris viene cacciata dal villaggio dai timorati (ed intolleranti) abitanti del posto, guidati dallo stesso padre di Doris, un fanatico religioso. Sola e senza mezzi, Doris giunge a New York, trovando lavoro in un locale del Greenwich Village dove incontra nuovamente Stuart. Lui, avendo delle mire su di lei, la assume come modella. Il volto di Doris appare su un cartellone e la sua immagine, giunta fino al West, fa scattare l'interesse di Jack Masterson, un allevatore, che decide di partire per l'Est alla ricerca della bella modella. Determinato a conquistarla, le chiede la mano e lei, che ricambia i suoi sentimenti, accetta felice. Scatenando però il risentimento di Stuart, che si vede sfuggire la preda. Per impedire quel matrimonio, il pittore, alla vigilia delle nozze, organizza una festa per Doris, un party che si trasforma ben presto in un'orgia e al quale lui ha invitato anche Jack. Quando vi arriva, l'uomo del West se la prende con la fidanzata ma lei, avendo capito il trucco di Stuart, ribatte alle accuse. Jack, non visto, ascolta una conversazione tra Doris e Stuart: l'equivoco è chiarito e la cerimonia di nozze procede senza altri intoppi.

## Produzione
Il film fu prodotto dalla World Film.

## Distribuzione
Il copyright del film, richiesto dalla World Film Corp., fu registrato il 14 marzo 1919 con il numero LU12191.
Distribuito dalla World Film, il film uscì nelle sale cinematografiche statunitensi il 15 aprile 1918.
Copia completa della pellicola si trova conservata negli archivi della Library of Congress di Washington.